# Nieuport 11
A Nieuport 11 egy duplafedelű francia vadászgép az első világháború idejéből, a Nieuport repülőgépgyártól.

## Tervezés és gyártás
A repülőgép terveit 1914-ben készítette el Gustave Delage francia mérnök. A gép viszonylagos kis termetéből adódóan hamar ráragadt a „Bébé” („Kisbaba”) jelző. A típus kis méretének oka, hogy alapjául a sportrepülőgépeken alkalmazott technikákat használták. Javarészt ennek köszönhető a gép kiemelkedő gyorsasága és manőverezőképessége.
A típus egyetlen komoly hiányossága a fegyverzet terén mutatkozott. A Nieuport 11 ugyanis a felső szárnyak repülőgéptesthez való közelsége miatt csupán egyetlen darab Lewis-típusú géppuskával rendelkezett, melyet a felső szárny tetejére rögzítettek. Ennek köszönhetően a célzás és a sikeres találat elérése meglehetősen nehézkes feladattá vált a vadászpilóták számára.

## Szolgálatban
A típus első harctéri alkalmazására 1915 júliusában, komolyabb bevetésére 1916. január 5-én került sor a nyugati fronton. Kiemelkedő manőverezőképessége és gyorsasága révén hamar közkedvelt géppé vált a pilóták körében. Később azonban fény derült a géppuska nehézkes kezelése, aminek köszönhetően a Nieuport 11 csak ritkán tudta felvenni a harcot az új német Fokker gépekkel.
A nyugati frontról 1916-ban, ám az olasz frontról 1917-ben vonták ki, ám tanuló repülőgépként egészen a háború végéig szolgálatban maradt.
A típus hiányosságai ellenére számos ászpilóta szerzett hírnevet vele, mint például az olasz légierő legnagyobb ásza Francesco Baracca (34 igazolt légi győzelem), vagy az Orosz Birodalmi Légierő büszkesége Alekszandr Alekszandrovics Kazakov (20 igazolt légi győzelem).

## Használó országok
Franciaország
- Számos Nieuport 11-es repülőgépet osztottak francia repülőszázadokba, ám a nyugati frontról 1916 végén kivonták őket.

 Belgium
- Belga Légierő - 1. és 5. repülőszázadát szerelték fel Nieuport 11 típusú vadászgépekkel. Az első repülőszázad egyik legeredményesebb ászpilótája, Jan Olieslagers légi győzelmet is aratott a géppel.

 Orosz Birodalom
 Olasz Királyság
- Olasz Légihadtest - alábbi repülőszázadiban 1917-es kivonásukig szolgáltak Nieuport 11-esek: 1ª, 70ª, 77ª, 78ª, 79ª, 80ª, 81ª.

 Egyesült Királyság
 Románia